# 王福重
王福重（1921年—？），女，山东福山人，中国化学教育家，曾任中国化学会理事，第五、六、七、八届全国政协委员。